# Simon McMenemy
Simon Alexander McMenemy (Aberdeen, 6 dicembre 1977) è un allenatore di calcio ed ex calciatore scozzese.

## Carriera

### Giocatore
Ha giocato a livello giovanile in vari club minori inglesi (oltre che canadesi, tedeschi, olandesi e scozzesi, a seguito dei continui trasferimenti dovuti al lavoro del padre) e negli Stati Uniti nella South Alabama University, dal 1995 al 1997. A causa di un grave problema al midollo spinale rimediato all'età di 20 anni, ha dovuto abbandonare la possibilità di giocare a livello professionistico, giocando in seguito solo in varie squadre dilettantistiche inglesi (Burgess Hill Town, Haywards Heath Town e Worthing), oltre che nel Kajanni Haka, club della terza divisione finlandese.

### Allenatore
Inizia ad allenare negli Stati Uniti, come coach della McGill Toolen High School, di Mobile, in Alabama, durante il suo periodo di permanenza come giocatore a South Alabama University; successivamente, allena per un breve periodo nel 1997 nelle giovanili dell'Arsenal, nella squadra femminile della sua nuova università e, nel 1999, per 4 mesi nelle giovanili del Chelsea. Dal 2000 al 2002 ha lavorato per 18 mesi con un ruolo nello staff per il Brighton, di cui dal 2002 al 2005 è stato anche allenatore in varie squadre del settore giovanile. Lavora in seguito per la Nike, partecipando anche come assistente a delle tournée e a dei training camp in Asia ed Europa per il settore giovanile del Liverpool.
Nella stagione 2008-2009 gioca ed allena nei dilettanti inglesi dell'Haywards Heath Town, club della Southern Combination Football League (nona divisione inglese); lascia poi la squadra per andare a fare il giocatore ed il vice allenatore al Worthing, club di Isthmian League (settima divisione). Durante entrambi gli incarichi mantiene comunque anche il lavoro per Nike.
Nel 2010 viene ingaggiato come allenatore della nazionale filippina, inizialmente per un periodo di prova di 2 mesi e successivamente con un contratto di un anno.
Lascia la nazionale filippina nel gennaio del 2011, per diventare allenatore e direttore tecnico del Long An, club della prima divisione del Vietnam, dove rimane fino a fine stagione; rimane in Asia anche per l'intera stagione 2011-2012, trascorsa come allenatore del NIAC Mitra, club della prima divisione indonesiana. Allena in Indonesia anche per alcuni mesi nel 2013, questa volta al Pelita Bandung Raya.
Nel 2014 allena il New Radiant, nelle Maldive, vincendo la Dhivehi Premier League (campionato maldiviano) e la Supercoppa delle Maldive; nello stesso anno, torna nelle Filippine, al Loyola M.S., club di prima divisione: rimane alla guida della squadra per due anni, dal 2014 al 2016, vincendo anche il campionato nella stagione 2014-2015.
Il 23 dicembre 2016 viene ingaggiato come allenatore dagli indonesiani del Bhayangkara, con cui nel 2017 vince il campionato indonesiano.
Il 20 dicembre 2018 è nominato CT della nazionale indonesiana.

## Palmarès

### Allenatore

#### Competizioni nazionali
- Dhivehi Premier League: 1

New Radiant: 2014
- Maldivian FA Charity Shield: 1

New Radiant: 2014
- Campionato filippino: 1

Loyola M.S.: 2014-2015
- Campionato indonesiano: 1

Bhayangkara: 2017